# Mitteleuropameisterschaft 1972
Die Mitteleuropameisterschaft 1972 im Badminton wurde am 12. und 13. März 1972 in Lausanne im Pavillon des Sports ausgetragen. Sieger wurde das Team aus der Tschechoslowakei. Ab der zweiten Austragung im Folgejahr wurde die Veranstaltung Plume d’Or genannt.

## Ergebnisse
- Tschechien –  Frankreich: 7:0
- Tschechien –  Belgien: 6:1
- Tschechien –  Portugal: 7:0
- Tschechien –  Schweiz: 4:3
- Belgien –  Frankreich: 4:3
- Belgien –  Portugal: 7:0
- Belgien –  Schweiz: 4:3
- Frankreich –  Portugal: 5:2
- Frankreich –  Schweiz: 2:5
- Portugal –  Schweiz: 0:7

## Endstand
- 1.  Tschechien (Petr Lacina, Miroslav Kokojan, Alois Patěk, Ladislav Šrámek, Irena Pátková, Jaroslava Krahulcová)
- 2.  Belgien (Daniel Gosset, F. Kun, P. Leist, Anne Devillers, Roger Vanmeerbeek, P. Remy, Jean Pierre Bauduin)
- 3.  Schweiz (Hubert Riedo, Erich Linnemann, Edy Andrey, Hedwig Hurst, Mireille Drapel, Doris Künzler, Heiniger, Anton Sauter)
- 4.  Frankreich (Yves Corbel, Christian Badou, Bernard de Pérignon, Lisa Mauhourat, Françoise Duval, Viviane Beaugin, Michel Picandet, Anne Méniane)
- 5.  Portugal (José Bento, José Novais, Luis Quinás, José Azevedo, Francisco Lemos, Pinto Alves, Isabel Rocha, Peggy Brixhe, Cecilia Geirinhas)